# Craspedopoma mucronatum
Craspedopoma mucronatum is een slakkensoort uit de familie van de Cyclophoridae. De wetenschappelijke naam van de soort is voor het eerst geldig gepubliceerd in 1830 door Menke.